# Pontoniersport

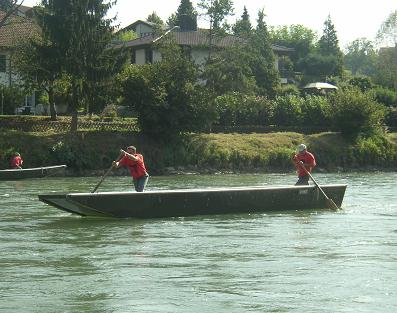
Ein Kunststoff-Übersetzboot der Schweizer Armee in privatem Gebrauch

Der Pontoniersport ist eine traditionelle Wassersportart der Schweiz. Er wird vom Eidg. Departement für Verteidigung, Bevölkerungsschutz und Sport (VBS) unterstützt. Bei diesem Sport wird hauptsächlich mit Übersetzbooten und Weidlingen auf Flüssen und Seen gerudert und gestachelt. Diese Sportart erfordert neben Kraft auch ein grosses Wissen über das Element Wasser. Im Gegensatz zum Wasserfahren werden beim Pontoniersport nicht nur kurze Zeiten von den Wettkämpfern erwartet, sondern – als Training für den Brückenbau – auch Präzision beim Fahren.
Der Begriff kommt von den Pontons, jenen Schiffshohlkörpern zum Bau von meist behelfsmässigen Brücken. Es besteht eine Verbindung zwischen den Pontonierfahrvereinen (auch Pontoniersportvereine) und den Pontonieren der Schweizer Armee.

## Vereine

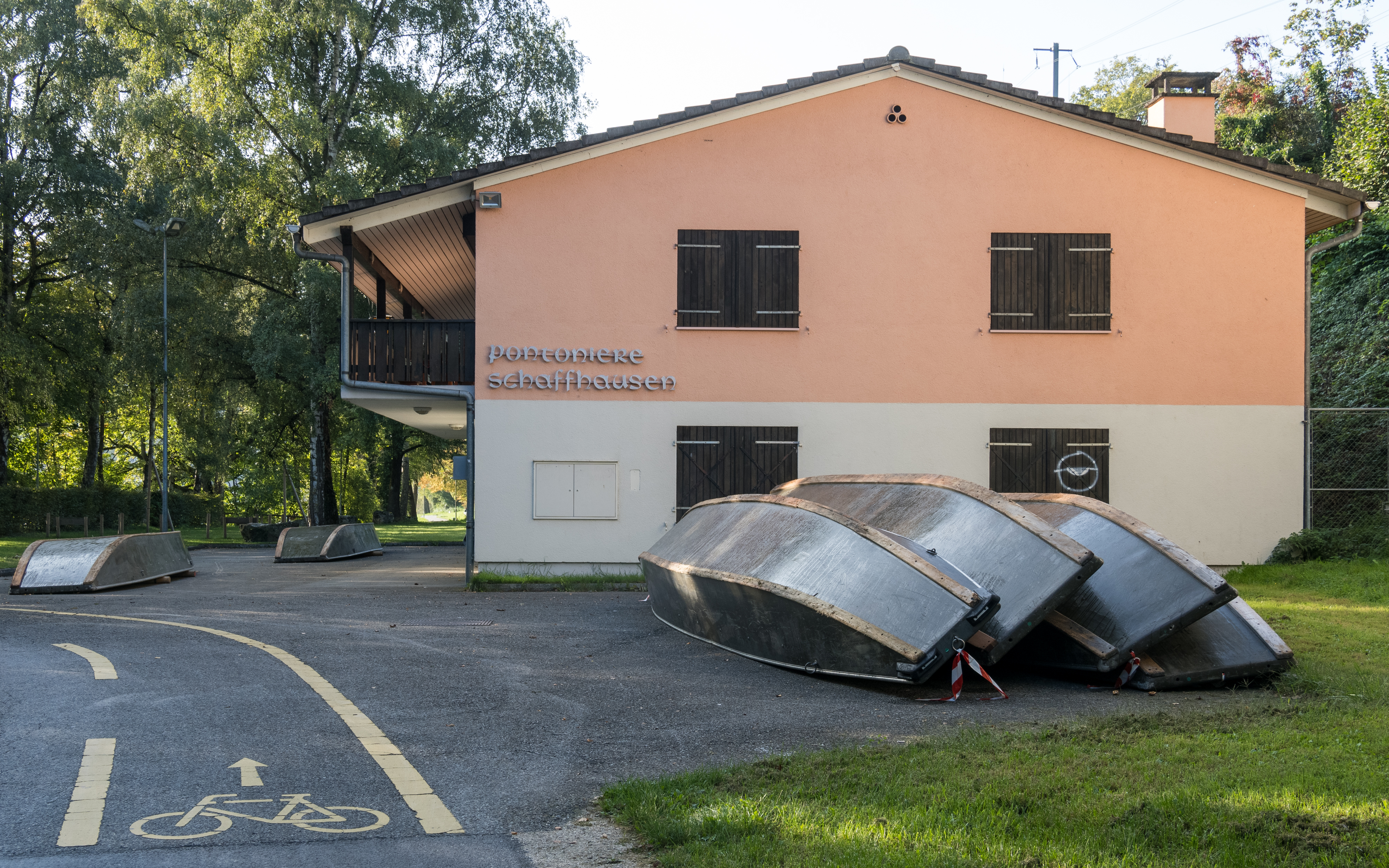
Vereinslokal und Boote der Pontoniere Schaffhausen

Der Pontoniersport wird seit 1876 in Pontonierfahrvereinen betrieben. Diese trainieren meistens zwei- bis dreimal pro Woche im Sommer und einmal pro Woche im Winter. Im Sommer wird an oder auf einem Fluss (Rhein, Aare, Limmat, Reuss und vereinzelt auch an der Rhone) das Wasserfahren trainiert, wohingegen man im Winter in der Halle Präzision, Ausdauer oder Schwimmen übt. In der Schweiz gibt es insgesamt 40 Vereine (Stand 29. November 2022), die dem Schweizerischen Pontonier-Sportverband angehören.

## Wettkämpfe
Jährlich werden etwa vier gesamtschweizerische Wettfahren durchgeführt. Daneben kommen noch verschiedene kleine Wettfahren und Spezialwettkämpfe zur Austragung. Der Wettkampfparcours kann mit einem Hindernislauf auf dem Wasser verglichen werden. Es geht darum, verschiedene Übungsteile möglichst schnell und präzise sowie stilistisch einwandfrei zu absolvieren.
Jährlich gibt es eine Schweizer Meisterschaft und eine Jungpontonier-Schweizer-Meisterschaft. Alle drei Jahre findet ein Eidgenössisches statt. Die übrigen Wettkämpfe sind zeitlich nicht eingeordnet.

### Einzelwettfahren
Beim Einzelwettfahren geht es darum, als Fahrerpaar möglichst viele Punkte zu erreichen. Als Wettkampfelemente gelten bei diesem Bereich:
- Stachelfahrt; hier geht es darum, gegen die Strömung möglichst schnell eine bestimmte Strecke zurückzulegen.
- Abfahrt unterhalb einer „Stange“ oder eines „markierten Felsens“
- Einfahren in „Brückenlinie“ (Geschicklichkeit), (auch „Ankerlinie“ genannt; dieses Element gilt nicht für Jungpontoniere). Bei der Einfahrt in die „Brückenlinie“ muss man die Durchfahrt zwischen zwei Pfosten (anstelle von Brückenpfeilern) rückwärts absolvieren.
- Durchfahrt zwischen markierten Brückenpfeilern
- Landung auf einem bestimmten Ziel
- Landung auf höchstem Ziel (möglichst hoch am Gegenufer landen)
- Gewisse Objekte müssen unter Zeitdruck gefahren werden, wobei die Zeit in eine Punktzahl umgerechnet wird.

### Sektionswettfahren
Beim Sektionswettfahren geht es darum, als Verein oder Gruppe eines Vereins mit mehreren Übersetzbooten einen Parcours möglichst perfekt zu fahren. Hinzu kommt, dass alles im gleichen Takt, mit gleichen Abständen zwischen den Booten und mit vier statt mit zwei Personen pro Boot (die Fahrerpaare wechseln beim Fahren) durchgeführt werden muss. Zu den einzelnen Wettkampfelementen zählen:
- Gemeinsame Stachelfahrt (halbe Schiffslänge Distanz)
- Überfahrt in Linie
- Landung in Linie
- Im Übrigen sind gleiche Wettkampfelemente wie im Einzelfahren vorhanden

### Spezialwettkämpfe
Neben den Wettkämpfen auf dem Wasser gibt es auch noch Wettkämpfe neben dem Wasser oder im Wasser
- Schwimmen; im Hallenbad, Freibad oder Fluss eine bestimmte Strecke auf Zeit schwimmen (Freistil)
- Einzelschnüren; Parcours bestehend aus Objekten, an denen ein bestimmter Knoten fehlerfrei angebracht werden muss. Alleine gegen die Zeit.
- Schnüren eines Objekts; Erstellen eines Schnürobjektes in der Gruppe à drei Mann auf Zeit und ohne Fehler.
- Bootfähren-Bau; Erstellen einer Bootfähre über einen Fluss in der Gruppe à neun Mann auf Zeit und ohne Fehler

### Eidgenössisches

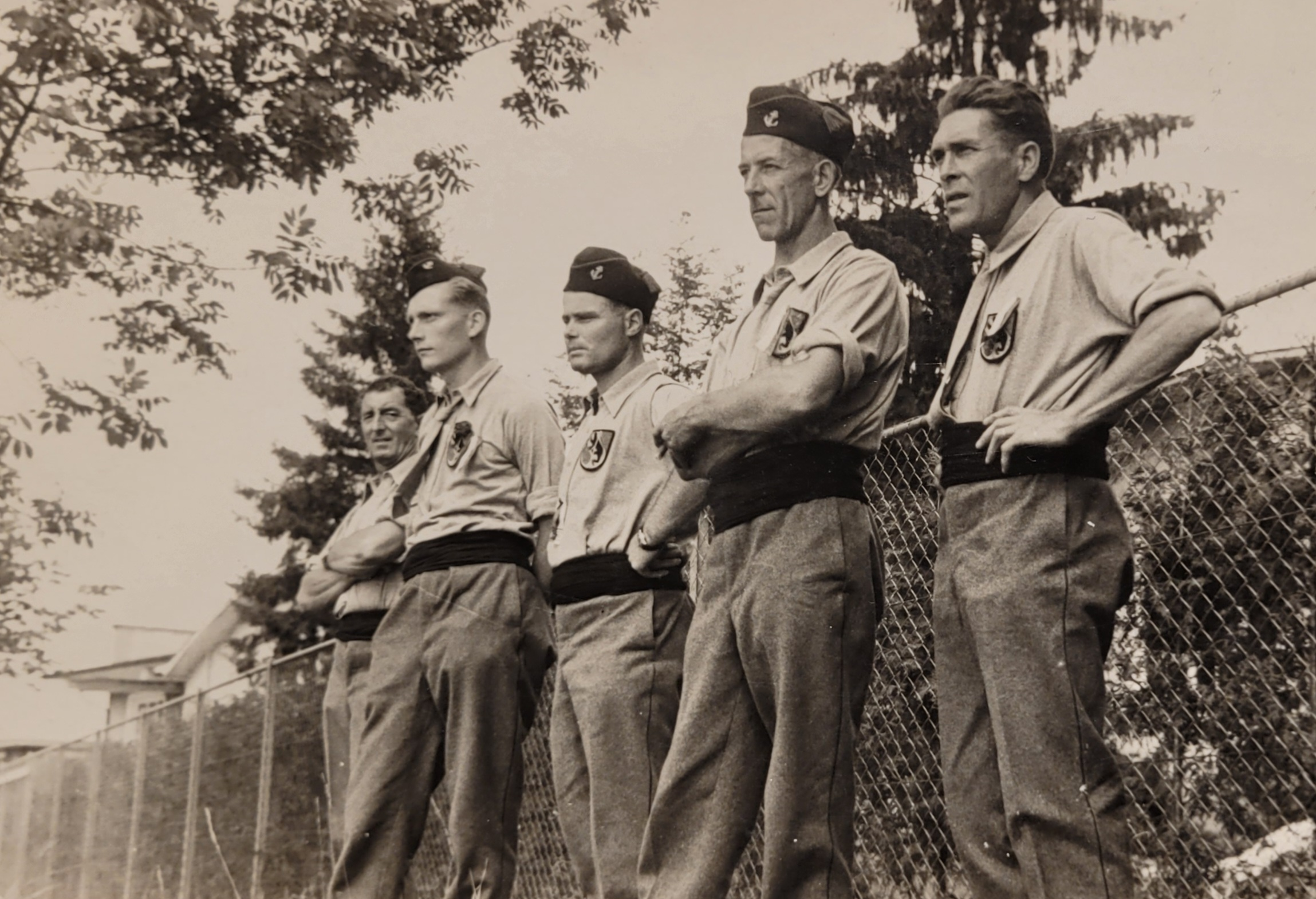
Pontoniere der Sektion Bern am eidg. Pontonierwettfahren in Schönenwerd (1943)

#### Sektionsfahren
| Sieger             | Wettbewerb | Anzahl Siege | Jahre                              |
| ------------------ | ---------- | ------------ | ---------------------------------- |
| Aarau              | Sektion    | 4            | 1900, 1933, 1936, 1946             |
| Aarburg            | Sektion    | 1            | 1907                               |
| Basel–Breite       | Sektion    | 1            | 1897                               |
| Bern               | Sektion    | 2            | 1894, 1939                         |
| Dietikon           | Sektion    | 1            | 1927                               |
| Klingnau           | Sektion    | 1            | 1913                               |
| Ligerz             | Sektion    | 1            | 1921                               |
| Luzern             | Sektion    | 1            | 1910                               |
| Murgenthal         | Sektion    | 3            | 1967, 2000, 2003                   |
| Olten              | Sektion    | 1            | 1904                               |
| Schmerikon         | Sektion    | 6            | 1964, 1982, 1985, 1988, 1991, 2025 |
| Schönenwerd        | Sektion    | 1            | 1955                               |
| Schwaderloch       | Sektion    | 3            | 2015, 2018, 2022                   |
| Sisseln            | Sektion    | 1            | 2007, 2009                         |
| Stein am Rhein     | Sektion    | 2            | 1995, 2012                         |
| Wallbach           | Sektion    | 1            | 1979                               |
| Wangen an der Aare | Sektion    | 2            | 1924, 1930                         |
| Worblaufen         | Sektion    | 1            | 1943                               |
| Wynau              | Sektion    | 1            | 1997                               |

## Vereinsleben

### Jungpontonierlager
Jährlich findet seit 1957 für die Jugendlichen das Jungpontonierlager in Einigen am Thunersee statt. Dort lernen sie Rudern, Stacheln, Motorbootfahren, Schwimmen, Schnüren, Erste Hilfe usw. Mit 16 Jahren ist man für den Motorboot-Vorkurs zugelassen, mit 18 Jahren für die Motorbootprüfung. Bei Erfolg erhält man einen militärischen Schiffsführerausweis, den man beim Strassenverkehrsamt (Schifffahrt) gegen Aufpreis in den zivilen umwandeln kann.

## Archive
- Archiv des Pontonier-Fahrvereins der Stadt Bern im Katalog der Burgerbibliothek Bern